# Лудолф фон Алвенслебен (1574 – 1600)
Лудолф фон Алвенслебен (на немски: Ludolf von Alvensleben; * 11 март 1555 в замък Алвенслебен в Хое Бьорде; † юли 1610 в Цихтау, част от град Гарделеген, Саксония-Анхалт) е благородник от род Алвенслебен в Саксония-Анхалт.
Той е най-малкият син на хуманиста и реформатор Йоахим I фон Алвенслебен (1514 – 1588), господар на замък Еркслебен, и първата му съпруга Анна фон Бартенслебен (1526 – 1555), дъщеря на Ханс фон Бартенслебен († 1542) и Анна фон Велтхайм (1499 – 1575). Майка му умира при неговото раждане.
Баща му се жени втори път 1556 г. за Кунигунда фон Мюнххаузен (1534 – 1565) и трети път 1569 г. за Маргарета фон дер Асебург (1541 – 1606). Полубрат е на Гебхард Йохан I фон Алвенслебен (1576 – 1631).

## Фамилия
Лудолф фон Алвенслебен се жени на 2 март 1590 г. в Калбе за Елизабет фон дер Шуленбург (* 1 юни 1574, Беетцендорф; † 18 юли 1600, Еркслебен), дъщеря на Вернер XVII фон дер Шуленбург (1541 – 1581) и Барта София фон Бартенслебен (1550 – 1606). Те имат девет деца: 
- Йоахим Вернер фон Алвенслебен (* 8 януари 1591, Еркслебен; † 5 януари 1639, Гарделеген), женен I. 1616 г. за Елизабет Луция фон Залдерн (* 1596, Палтенбург; † 30 януари 1631), II. 1638 г. за Урсула София фон дер Шуленбург (* 7 май 1614, Щендал; † 1660)
- Гебхард фон Алвенслебен
- Лудолф фон Алвенслебен
- Анна Елизабет Леонхард фон Алвенслебен, омъжена за Кристоф фон Вулфен
- Йохан фон Алвенслебен
- Бусе Кламор фон Алвенслебен
- Барта София фон Алвенслебен
- Левин Рудолф фон Алвенслебен
- Бусе фон Алвенслебен, женен за Хелена фон Велтхайм; имат десет деца